# Ithaca Chasma

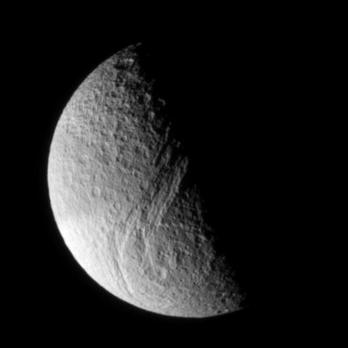
Tétis e Ithaca Chasma.

Ithaca Chasma é um vale em Tétis, um satélite de Saturno, nomeado em referência à ilha de Ithaca, na Grécia. Essa formação geológica possui 100 km de largura, de 3 a 5 km de profundidade e 2,000 km de extensão, percorrendo três quartos da circunferência de Tétis.  Ithaca Chasma é aproximadamente concêntrico à cratera Odysseus.
Esse chasma possui uma estrutura bastante complexa, sendo constituído de várias escarpas paralelas. Sua largura varia de poucos quilômetros em algumas partes até 100 km em outras. Estima-se que a idade geológica de Ithaca Chasma seja de 4.0 ou 0.4–3.3 bilhões de anos dependendo da cronologia de impacto escolhida. O chasma parece ser um pouco mais jovem que a cratera Odysseus.
Acredita-se que Ithaca Chasma tenha se formado enquanto a água líquida interna de Tétis se solidificou, fazendo com que a lua se expandisse e rompesse sua superfície para acomodar o volume extra em seu interior. Todas as crateras mais antigas, originadas anteriormente à solidificação de Tétis foram provavelmente apagadas da superfície pela atividade geológica anterior.

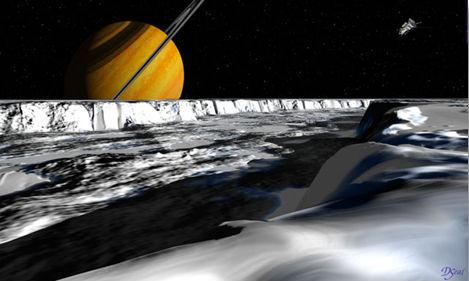
Rendição artística de Ithaca Chasma.

A superfície do oceano de Tétis pode ter sido resultante de uma ressonância orbital de 2:3 entre Dione e Tétis nos primórdios da história do sistema solar. A ressonância teria levado a uma excentricidade orbital e desaceleração de maré que teria aquecido o interior de Tétis suficientemente para causar a formação de um oceano. Um congelamento subsequente ao momento em que as luas escaparam da ressonância pode ter gerado as tensões que criaram Ithaca Chasma.
Uma hipótese alternativa é a de que Ithaca Chasma teria se formado no mesmo período de formação da grande cratera Odysseus, que se situa no lado oposto da lua. Quando o impacto que criou Odysseus ocorreu, uma onda de choque pode ter percorrido Tétis e fraturado a superfície congelada e quebradiça, no hemisfério oposto.

## Referências

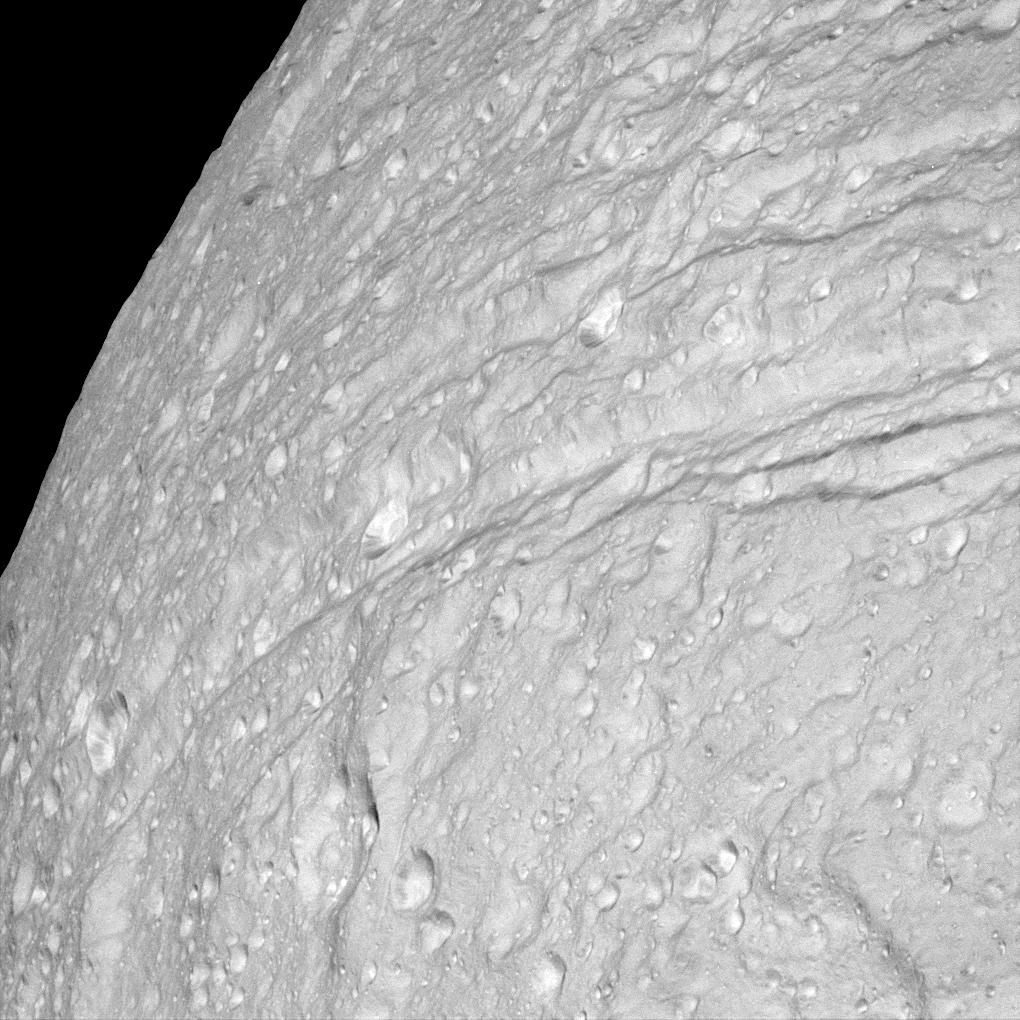
Imagem aproximada da terminação sul de Ithaca Chasma.